# Sandbotnen
Sandbotnen (norwegisch für Sandkessel) ist ein von einer Moräne eingenommener Bergkessel im ostantarktischen Königin-Maud-Land. Im Pieckrücken des Wohlthatmassivs liegt er auf der Westseite des Zwieselbergs. 
Luftaufnahmen der Deutschen Antarktischen Expedition 1938/39 unter der Leitung des Polarforschers Alfred Ritscher dienten einer ersten Kartierung. Norwegische Kartographen, die ihn auch deskriptiv benannten, kartierten den Bergkessel anhand von Vermessungen und Luftaufnahmen der Dritten Norwegischen Antarktisexpedition (1956–1960).